# Курув (Конінський повіт)
Курув (пол. Kurów) — село в Польщі, у гміні Жґув Конінського повіту Великопольського воєводства.
Населення — 148 осіб (2011).
У 1975-1998 роках село належало до Конінського воєводства.

## Демографія
Демографічна структура станом на 31 березня 2011 року:
|          | Загалом | Допрацездатний вік | Працездатний вік | Постпрацездатний вік |
| -------- | ------- | ------------------ | ---------------- | -------------------- |
| Чоловіки | 81      | 14                 | 56               | 11                   |
| Жінки    | 67      | 12                 | 36               | 19                   |
| Разом    | 148     | 26                 | 92               | 30                   |